# 中和村 (岡山県)
中和村（ちゅうかそん）は、岡山県の北部（真庭郡）に位置し鳥取県と境を接していた村である。2005年2月28日に阿波村が津山市に編入合併してからは岡山県下で最も人口の少ない自治体であった。現在は合併により真庭市（蒜山地域）となり、村役場は真庭市役所蒜山振興局中和出張所となっている。

## 地理
中国山地に位置し、山林と高原で占められており、蒜山高原の東側に位置する。村の東側・津黒山（1118m）の山麓に広がる津黒高原は夏はキャンプ、冬はスキーが楽しめ、温泉も湧出するリゾート地である。

## 歴史
- 1889年（明治22年）6月1日 - 町村制施行により大庭郡下和村・吉田村・別所村・真加子村・初和村の5村が合併して中和村となる。
- 1900年（明治33年）4月1日 - 大庭郡が真島郡と合併、真庭郡になる。中和村は真庭郡の所属となる。
- 2005年（平成17年）3月31日 - 真庭郡勝山町・落合町・湯原町・久世町・美甘村・八束村・川上村、上房郡北房町との対等合併により真庭市となる。

## 大字
村内には5つの大字があった。真庭市成立時に頭に「蒜山」を付した名称に変更された。
- 初和（はつわ） ： 現在は真庭市蒜山初和
- 真加子（まかご） ： 現在は真庭市蒜山真加子
- 下和（したお） ： 現在は真庭市蒜山下和
- 吉田（よしだ） ： 現在は真庭市蒜山吉田
- 別所（べっしょ） ： 現在は真庭市蒜山別所

## 地域

### 教育
- 中和村立中和小学校

現在は真庭市立。
- 中和村立中和中学校（平成17年から真庭市立蒜山中学校に統合される）

## 交通

### 鉄道
村内を走る鉄道はない。鉄道を利用する場合の最寄り駅は、JR西日本姫新線中国勝山駅。

### 道路
村内を走る高速道路はない。

#### 一般国道
- 国道313号
- 国道482号

#### 県道
- 岡山県道65号久世中和線
- 岡山県道・鳥取県道115号常藤関金線
- 岡山県道325号別所下長田線
- 岡山県道445号下和奥津川西線

## 名所・旧跡・観光スポット・祭事・催事
- 津黒高原
  - 津黒高原荘（国民宿舎）
  - 津黒いきものふれあいの里